# Поворот не туда
«Поворот не туда» (англ. Wrong Turn) — американский фильм ужасов в жанре слэшер 2003 года режиссёра Роба Шмидта по сценарию Алана Б. МакЭлроя. В фильме снялись молодые актёры Десмонд Харрингтон, Элайза Душку, Эммануэль Шрики, Джереми Систо, Кевин Зегерс и Линди Бут. Премьера в США состоялась 18 мая 2003 года. В фильме рассказывается о группе из шести человек, которых преследует семья каннибалов в лесах Западной Вирджинии.
«Поворот не туда» был показан в США 30 мая 2003 года компанией 20th Century Fox. Фильм получил неоднозначные отзывы критиков, которые хвалили его идею, но критиковали сценарий, неразвитых персонажей и клише ужасов. Он собрал более 28 миллионов долларов по всему миру при бюджете в 12 миллионов долларов, что стало недостаточной суммой для окупаемости проекта.
В 2007 году вышло продолжение фильма под названием «Поворот не туда 2: Тупик» сразу на видеоносители, за которым последовало ещё четыре сиквела и перезапуск.

## Сюжет
Крис Флинн, студент-медик, едет через Западную Виргинию, спеша на собеседование. Но из-за аварии и разлива химикатов на его пути встаёт большая пробка. Он вынужден искать другой маршрут по старой карте с автозаправочной станции. Крис отправляется по старой дороге, где врезается в стоящий на дороге внедорожник. Автомобиль принадлежит группе друзей (Джесси, Карли, Скотт, Эван, Франсин), которые наехали на колючую проволоку, лежащую на дороге. Так как обе машины не могут дальше двигаться, несколько друзей (Джесси, Карли, Скотт) и присоединившийся к ним Крис отправляются на поиски помощи.
Ребята находят в лесу дом. Войдя в него, они обнаруживают колючую проволоку, ключи от машин и, ко всеобщему ужасу, человеческие останки. В это время возвращаются хозяева дома — трое братьев-мутантов: Пилозубый, Одноглазый и Трёхпалый, которые, вероятно, родились в результате инцеста. Они заносят в дом мёртвое тело Франсин, девушки, которая осталась со своим парнем Эваном у разбитых автомобилей.
Когда мутанты засыпают, ребята осторожно выходят из дома, но Пилозубый просыпается и поднимает тревогу. Ребята бегут от них и прячутся среди большого количества заброшенных машин, понимая, что все эти машины принадлежат жертвам безумцев-каннибалов.
В этой погоне Криса ранят в ногу, а Скотта убивают, когда он отвлекает уродов, чтобы остальные ребята могли добраться до единственной работающей машины — машины самих людоедов.
Оставшаяся троица, наткнувшись на бревно посреди дороги, идёт дальше пешком по лесу и находит смотровую башню. Забравшись в башню, они пытаются вызвать помощь по рации, но их обнаруживают братья из-за шума рации. Они поджигают башню, чтобы выкурить свою добычу. Крис и девушки покидают башню, прыгая на деревья, но Трёхпалый, забравшись на дерево, убивает Карли. Крис и Джесси решают сбить его веткой сосны, в результате чего монстр падает на землю, но выживает. Крису и Джесси удаётся убежать от обезумевших охотников.
Переночевав в пещере за водопадом, Крис и Джесси продолжают путь. Они доходят до дороги, но неожиданно появившиеся зловещие каннибалы настигают молодых людей. Одноглазый захватывает Джесси, а Пилозубый сталкивает Криса с обрыва на дорогу. Крис останавливает машину полицейского, получившего их сигнал, но Пилозубый убивает и его. Крис успевает спрятаться под машиной. Убив полицейского, Пилозубый садится в его машину, а Крис успевает прицепиться к её днищу. Вместе с машиной он вновь возвращается к дому братьев-мутантов за Джесси. Пока они занимаются телом убитого полицейского, Крис поджигает дом и въезжает в него на машине, задавив Одноглазого. После драки с Пилозубым и Трёхпалым, Крис и Джесси выбираются из дома и стреляют в канистры с бензином полицейской машины, которая взрывается вместе с домом и братьями-мутантами внутри.
Крис и Джесси на машине уродов возвращаются на автозаправочную станцию, где Крис видел карту, и забирают её с собой, чтобы никто больше не ездил по старой дороге.
Ночью к развалинам дома убийц подъезжает полицейский. Оставив машину, он осматривает руины и обнаруживает обезглавленный труп коллеги. В этот момент на него сзади набрасывается выживший после пожара Трёхпалый с топором и убивает его. За кадром раздаётся безумный смех.

## В ролях
| Актёр              | Роль                |
| ------------------ | ------------------- |
| Десмонд Харрингтон | Крис Флинн          |
| Элайза Душку       | Джесси Берлингейм   |
| Эммануэль Шрики    | Карли               |
| Джереми Систо      | Скотт               |
| Кевин Зегерс       | Эван                |
| Линди Бут          | Франсин             |
| Джулиан Ричингс    | Трёхпалый           |
| Гарри Роббинс      | Пилозубый           |
| Тэд Кларк          | Одноглазый          |
| Ивонн Годри        | Хэйлли Смит         |
| Джоэль Харрис      | Ричард «Рич» Стокер |
| Дэвид Хубанд       | Полицейский         |
| Вэйн Робсон        | Старик              |
| Джеймс Даунинг     | Водитель грузовика  |

## Производство
Разработка фильма началась в 2001 году, когда было объявлено, что Summit Entertainment и Newmarket Group объединились для создания фильма ужасов в стиле 1970-х годов «Поворот не туда» , режиссёром которого выступил Роб Шмидт. Сценарий написал Алан МакЭлрой («Спаун»). Фильм был совместным производством Summit Entertainment и Constantin Films, а Стэн Уинстон разработал эффекты существ и выступил в качестве продюсера. Заключив сделку с Regency Enterprises, базирующейся на Fox, софинансирующие организации обеспечили внутреннее распространение через Fox. Сообщается, что у Fox возникли проблемы с получением рейтинга R от MPAA из-за интенсивного насилия в фильме, поскольку многие телевизионные ролики для фильма также не получили одобрения. Возможно, это одна из причин, по которой последующие фильмы «Поворот не туда» были выпущены прямо на видео, помимо того, что первый фильм не получил кассового успеха.
Сценарий картины написал Алан Б. МакЭлрой. В первоначальной версии сценария персонажам было около 30 лет. Однако было решено сделать их моложе, чтобы целевая аудитория могла ассоциировать себя с героями. Главная героиня Джесси Берлингейм получила своё имя в честь героини романа «Игра Джеральда» Стивена Кинга.
Главную мужскую роль сыграл Десмонд Харрингтон, ведущего женского персонажа воплотила на экране Элайза Душку. Молодые актёры Эммануэль Шрики, Джереми Систо, Кевин Зегерс и Линди Бут сыграли друзей героини Душку.
Хотя действие фильма и происходит в Западной Вирджинии, съёмки фильма проходили в окрестностях города Аксбридж (заповедник Glen Major Forest) к северу от Торонто в Онтарио, и кроме того – в городах Дандас, Гамильтон, Виргиния, Уэбстер-Фолс. Дополнительные кадры, включая сцену, происходящую в вышке лесной станции, были сделаны на съемочной площадке.
В ходе съёмок сцены, когда герои убегают из хижины после пробуждения мутантов, актёр Десмонд Харрингтон сломал правую лодыжку, при этом по сюжету картины ему необходимо было опираться на повреждённую ногу ввиду того, что левая нога у его героя была прострелена. Эммануэль Шрики при съёмках сцены падения через деревья выбила себе плечо. Элайза Душку большинство трюков выполняла сама. Во время съёмок одной из финальных сцен фильма Элайза Душку нечаянно подожгла Джулианна Ричингса, сыгравшего Трёхпалого. Многие актёры и члены съёмочной группы получили отравление ядовитым плющом, так как не сразу распознали растение, в котором стояло оборудование.

## Музыка
Инструментальную музыку к фильму написал композитор Элиа Кмирал — официальный альбом выпустил лейбл «Varèse Sarabande» 3 июня 2003 года.
| Wrong Turn: Soundtrack from the Motion Picture | Wrong Turn: Soundtrack from the Motion Picture |
| Альбом саундтрека                              | Альбом саундтрека                              |
| ---------------------------------------------- | ---------------------------------------------- |
| Дата выхода                                    | Июль 1, 2003                                   |
| Длительность                                   | 47:01                                          |
| Лейбл                                          | Lakeshore Records                              |

### Полный список
1. «In Stance» — Eris
2. «Bloody Fingers» — Jet Black Summer
3. «Every Famous Last Word» — Miracle of 86
4. «Never Said Anything» — The Belles
5. «Why Would I Want to Die?» — Grandaddy
6. «Haunted» — King Black Acid
7. «Three Murders» — Deadman
8. «Ex» — Tara King Theory
9. «Birthday» — Simple
10. «Even the Scars Forget the Wound» — Gruvis Malt
11. «He’s a Killer» — DJ Swamp
12. «Bring the Pain»/«Multiple Incisions» — Candiria
13. «If Only» — Queens of the Stone Age
14. «Wish I May» — Breaking Benjamin

| Wrong Turn: Original Motion Picture Score                                               | Wrong Turn: Original Motion Picture Score      |                              |
| Саундтрек от Элиа Кмирал                                                                | Саундтрек от Элиа Кмирал                       |                              |
| --------------------------------------------------------------------------------------- | ---------------------------------------------- | ---------------------------- |
| Дата выхода                                                                             | Июнь 3, 2003                                   |                              |
| Жанр                                                                                    | Саундтрек фильма                               |                              |
| Длительность                                                                            | 45:43                                          |                              |
| Лейбл                                                                                   | Varèse Sarabande                               |                              |
| Хронология саундтреков серии                                                            |                                                |                              |
| \| \| Wrong Turn:Original Motion Picture Score(2003) \| Wrong Turn 2: Dead End(2007) \| |                                                |                              |
|                                                                                         | Wrong Turn:Original Motion Picture Score(2003) | Wrong Turn 2: Dead End(2007) |

### Список треков
1. «Dark Forest»
2. «Wrong Turn Title»
3. «Mountain Men»
4. «Cabin In The Woods»
5. «Adventure Begins»
6. «Mountain Men At Home»
7. «Francine Dies»
8. «Jessie»
9. «Scott Becomes Prey»
10. «Bear Trap»
11. «Escape From Cabin»
12. «Jessie Taken Hostage»
13. «Fire In The Watchtower»
14. «Grim Discovery»
15. «Are We Safe?»
16. «They Got Carly»
17. «Killing Mountain Men»
18. «We Are Alive»
19. «Three Finger is Back»

## Критика

### Кассовые сборы
Выпущенный в США 30 мая 2003 года, фильм «Поворот не туда» за первые выходные заработал 5 161 498 долларов в 1615 кинотеатрах. В общей сложности он собрал 15 418 790 долларов в США и 13 231 785 долларов на международном уровне, что составляет 28 650 575 долларов по всему миру.

### Критический ответ
Фильм получил смешанные отзывы и набрал 40 % рейтинга, на основе 83 рецензий критиков, со средней оценкой 4,2 из 10, на сайте Rotten Tomatoes — большинство критиков сошлось на мнении, что это «ничем не примечательный хоррор, который даже не пытается отличаться от других подобных картин». На сайте «Metacritic» у фильма 32 балла из 100, на основе 17 отзывов.
Барбара Эллен из The Times написала: «Это могло быть полуприличной смесью фильма о зомби Ромеро и Техасской резни бензопилой, но, в конце концов, кровь настолько нелепо преувеличена, а сценарий настолько отстойный, что это подрывает все чувство неизвестности». Уильям Томас из Empire сказал: «Это лучше, чем любой из официальных сиквелов Резни. Что, вероятно, хорошо». Скотт Фундас из Variety раскритиковал «Поворот не туда» за то, что он «неудачная работа от Fox», добавив, что «[он был] брошен в кинотеатры в пятницу без рекламы в прессе», что привело к «бесстрашному оцепенению и провалу».
Одна из четырёх звезд была присуждена фильму Марка Савлова из The Austin Chronicle, который написал: «Это уже надоело, и к настоящему времени он совершенно коматозный». Нев Пирс из BBC поставил фильму два балла из пяти, в то время как Анита Гейтс из The New York Times назвала его «ленивым потенциальным фильмом ужасов».

## Продолжения
У фильма есть несколько продолжений — «Поворот не туда 2: Тупик» и «Поворот не туда 3», два приквела «Поворот не туда 4: Кровавое начало» и «Поворот не туда 5: Кровавое родство», а также фильм-ребут «Поворот не туда 6: Последний курорт». Седьмая часть франшизы «Поворот не туда: Наследие» вышла в 2021 году — о работе над картиной стало известно в октябре 2018 года. Сценарий написал автор первой части Алан Б. МакЭлрой, поставил фильм Майк П. Нельсон — основные съёмки начались 9 сентября 2019 года. Фильм должен был выйти в 2020 году, но релиз перенесли на 2021 год из-за пандемии коронавируса. 16 декабря 2020 года стало известно, что фильм выйдет в прокат на одну ночь 26 января 2021.